# Jasper Høiby

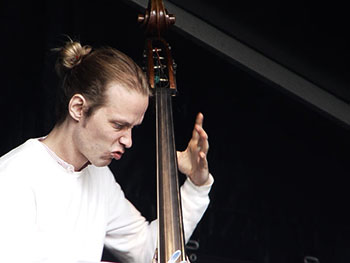
Jasper Hoiby (2015)

Jasper Høiby (* 10. Mai 1977) ist ein dänischer Jazzmusiker (Kontrabass, Komposition).

## Leben und Wirken
Høiby hatte zunächst Kontrabass-Unterricht in Dänemark, bevor er 2000 nach London zog, wo er bis 2004 an der Royal Academy of Music studierte und in der dortigen Jazzszene spielte. Er war Mitglied des Loop Collective, woraus die Zusammenarbeit mit Ivo Neame resultierte. Er arbeitete außerdem mit Jim Hart, Mark Lockheart und Julia Biel.
2005 gründete Høiby das Trio Phronesis; 2007 legte er mit diesem Trio, das damals aus Magnus Hjorth und Anton Eger bestand, das Album Organic Warfare vor, dem bis 2020 – nun mit Ivo Neame und Anton Eger – weitere Produktionen folgten. Als Musiker und Komponist arbeitete er ferner mit Jez Franks’ Compassionate Dictatorship, dem Kairos 4tet (mit Adam Waldmann, Ivo Neame, Jon Scott, das 2011 den MOBO Award für Jazzproduktionen erhielt) und der Sam Crowe Group. Im Bereich des Jazz war er zwischen 2001 und 2024 an 38 Aufnahmesessions beteiligt, u. a. auch mit Mark Lockheart, Jim Hart, Marius Neset. An der Royal Academy bekleidet er eine der Professuren für Jazzbass.

## Diskographische Hinweise
- Phronesis: Walking Dark (Edition Records, 2012)
- Phronesis: Life to Everything (Edition Records, 2014)
- Phronesis: Parallax (Edition Records, 2016)
- Fellow Creatures (Edition Records 2016), mit Mark Lockheart, Laura Jurd, Will Barry, Corrie Dick
- Planet B (Edition Records, 2020), mit Josh Arcoleo, Marc Michel
- What It Means to Be Human (Edition Records, 2022)
- Three Elements: Earthness (Edition Records 2023)
- Verneri Pohjola Quintett: Monkey Mind (Edition Records, 2023)
- Fellow Creatures: We Must Fight (Edition Records, 2025), mit Alex Hitchcock, Ketija Ringa Karahonal, Saied Silbak, Xavi Torres, Luca Caruso[4]